# ديوان الغريب
ديوان الغريب هو أول ديوان شعري قام بنشره الشعراء الأتراك أورخان ولي قانيق، أوكتاي رفعت هوروزجو ومليح جودت أنضاي في إسطنبول عام 1941. وإن هذا العمل الذي تم طباعته من جديد عام 1945 بأشعار وإمضاء أورخان ولي قانيق قد أصبح مصدراً لاسم تيار الغريب. وكانت قد وَضَحت وجة النظر المشتركة للشعراء حول الشعر وذلك في المقدمة التي أعدها قانيق للطبعة الأولى، أما مقدمة الطبعة الثانية فكانت عبارة عن التغيير الذي طرأ على وجة نظر أورخان ولي.

## التوضيح
لقد تضمن ديوان الغريب الذي نُشر لأولِ مرةٍ في شهر مايو عام 1941 على 16 شعراً للشاعر مليح جودت أنضاي و21 شعراً للشاعر أوكتاي رفعت و24 شعراً للشاعر أورخان ولي قانيق. وبعدها قام أورخان ولي قانيق بكتابة مقدمة ديوان الغريب الذي أصبح اسماً لذلك التيار الذي أسسه هؤلاء الشعراء. وكانت هذه المقدمة عباره عن الكتابات التي جُمعت ونُشرت تدريجياً في مجلة الوجود تحت عنوان يدور حول الشعر وتأهيلاً لإعلان تيار الغريب. وكان أورخان ولي قد كتب في تلك المقدمة أهدافهم وهي الوقوف ضد كل ما هو قديم وتعارضهم مع الشاعرية قبل كل شئ.
وقد أضاف قانيق على هذه المقدمة في الطبعة الثانية توضيحاً تحت عنوان لأجل الغريب. كما أن الشاعر قد قام بمراجعة المقدمة الأولى من عدة زوايا وفي عام 1945 كان قد سعى إلى تقريب الشعر إلى مفهومه. ولأجل هذه الغاية قام بتخفيف حدة بعض أحكامه. ومثال ذلك أنه قد كتب كلمة «أيدولوجيات» التي في جملة «لا توجد أي خطوه جديده وحِرَفيه في الازدحام داخل القوالب المعروفه التي تنص عليها بعض الأيدولوجيات» تلك الجملة التي ورد ذكرها في الصفحة السابعه من الطبعة الأولى عام 1941 وقد أبدل تلك الكلمة بكلمة «نظريات» وهذا في الصفحة الثانية عشر من نسخة عام 1945. 
وقد وُضع ذلك الكتاب الذي تكون من 64 صفحةٍ في النسخة الأولى و48 صفحةٍ في النسخة الثانية ضمن كتابٍ بعوان «جميع أشعاره» بعد وفاة أورخان ولي.

## المحتوى
لقد كُتبت معظم الأشعار التي نالت مكاناً في ذلك الديوان بين عامي 1937-1941. وكانت قد نُشرت من قبل في عدة مجلاتٍ مثل الوجود، الإنسان، الشباب، الصوت، الشباب الثوري. وكانت قد إنقسمت الطبعة الأولى للديوان بين صفحتي 19-26 فاحتوت على أشعار مليح جودت، ومن تلك الأشعار التي نالت مكاناً في الديوان «العصفوره، أوراق الأشجار التي بالأعلى، مثل أيدينا، بدايةٍ جديده، الغربة، جمهور الحرب الثانية، عزف الصافره، نوكتورن، من أشعار السعادة، الهارمونيكا، من أشعار الترحال، من أيامنا، عند الغروب، صورةِ الضيافة، رسالةٍ من صديق متوفي». وبينما لم تُنشر سبعةٍ من هذه الأشعار من قبل فقد طُبع سبعةٍ منها في مجلةِ الوجود وواحدٍ منها في مجلةِ الصوت.
أما أشعار أوكتاي رفعت التي نالت مكاناً في الديوان من الصفحة 25 وحتى الصفحة 44 فهي "الشكر، الإعجاب، النجوم، الخبز والنجوم، حوار أخر اليوم، الشهادة الجزء 1، الشهادة الجزء2، الحَمَل، العروس، الصبيان، الغراب، كاراجا أحمد، حجرتان في فندق، الخطاف، صورة طفولة نانوتش، النافذة، صورة الطبيعة، الأرق، المزمار، إكليل الجبل وظهوره. وكانت قد نُشرت عشرةٍ من هذه الأشعار في مجلةِ الوجود واثنين في مجلةِ الشارع وواحدٍ في مجلةِ أولوش وواحدٍ في مجلةِ الصوت وواحدٍ في مجلةِ التجديد، كما أنه قد طُبع ثلاثةٍ من هذه الأعمال لأول مرةٍ في هذا الديوان.
وبينما كانت أشعار أورخان ولي قانيق قد نالت مكاناً في الطبعةِ الأولى حيث أن ثمانيةٍ منها قد وُجدت في طبعاتٍ قديمه لمجلة الوجود وأربعةٍ منها في مجلة الإنسان وواحدٍ منها في مجلة الصوت إلا أنه قد كان منها إحدى عشر شعراً جديداً. وكانت هذه الأشعار «هل إنجذبتُ إلى الحب، حتى الصباح، سُفُني، العيد، روبنسن، الناس، الهجرة الجزء 1، الهجرة الجزء 2، صداع الرأس، لا أستطيع الإيضاح، الطيور تكذب، كتاب سينج مزار، عيوني، ظلي، هاي كاي لأجل إسطنبول، الهواء الجميل، أحزاني، الوهم، الذاهب إلى الحرب، القصيده، ما أجمله، الوعد». 
وهذا بالإضافة إلى الأشعار التي كتبها كل من أورخان ولي وأوكتاي رفعت معاً في الطبعةِ الأولى وهي «الطائر، السحاب، الشجرة».
أما الطبعة الثانية والتي نُشرت عام 1945 فكانت تتكون فقط من أشعار أورخان ولي. وقد أُزيلت منها الأشعار «الشجرة، الطائر، السحاب» التي كتبها أورخان ولي وأوكتاي رفعت معاً وأضيف بدلاً منها إلى الكتاب أشعاراً بعنوان «يدي اليسرى، زوجة السائق، أعلى الجبل، الشائعة، كتاب سينج مزار الجزء 2، كتاب سينج مزار الجزء 3، همي مختلف، الفوضى، التوت البري، زوجتي السابقه، الاحتفال، نحو الترسانة». ويوجد أيضاً في الكتاب رسمه بالأبيض والأسود لإمرأه تقف على قدميها قد رسمها الفنان أغوب أراد. وقد استخدم أورخان ولي نظاماً جديداً في ترتيب الأشعار.
وكان شعر كتاب سينج مزار 1 في ديوان الغريب هو أكثر الأشعار التي نالت إهتاماً بخاصيته المدمره والمثيره للدهشه. وبالإضافةِ إلى ذلك يوجد أيضاً في الكتاب أشعاراً أخرى وهي تماماً مثل هذا الشعر تتحدث عن موضوع الناس البسطاء وهذه الأشعار هي «الهجرة، زوجة السائق، الهواء الجميل، الاحتفال، القصيده، الوعد» والخاصية المشتركه بين هذه الأشعار هي كونها بارعه وقريبه إلى لغة الشعب. وفي تلك الأشعار التي كُتبت بلغة الحديث قد إهتمو كثيراً بالمصطلحات التي يستخدمها شعب المدينة وبالأمثال الشعبية والسجع المقفى. ويصادف أيضاً في هذا الكتاب أعمالاً كُتبت بوجهة نظرهم وهي أنها من أفواه الأطفال حيث تتناول موضوع الطفولة الذي رأه أورخان ولي جلياً في أشعار الفترة الأولى، وهذه الأشعار مثل «روبنسن، الحلم، العيد، عيوني، سُفُني، الذاهب إلى الحرب، الطفل السيئ». وهناك أشعاراً مثل «الهواء الجميل، هل إنجذبتُ إلى الحب، لا أستطيع الإيضاح، ظلي، أحزاني، همي مختلف، صداع الرأس، حتى الصباح، ما أجمله» وهذه الأشعار قد نالت تفاصيلاً تتعلق بالحياة الشخصية لقانيق.

## اسمه
لقد حكى الأديب جاويد يماتش عن سبب اختيار كلمة الغريب لتكن عنواناً للديوان وذلك في تقريراً صحفياً قدمه محمد كمال قائلاً:
ذات يوم كنت أجلس في نيسوفاز وأتى أورخان ولي وقال أنه قد ألف ديوناً شعرياً. وأنه لم يستطع بأية وسيلة إيجاد اسماً لهذا الديوان. وكان الاسم الذي أراد وضعه على الكتاب هو «التحضر». أنت تعلم كان يوجد شعر يقول فيه أورخان ولي «جرح السكين الذي بجبهتي بسببك... صفحاتي هي بقايا أثرك... كيف أنساك أنا... وأنت حبيبى الواثق» وكان اسم هذا الشعر التحضر فأراد وضعه اسماً للكتاب. وسألنى عن رأيي فقلتُ له أنه اسماً قديماً وأن عليه إيجاد اسماً جديداً وجاذباً للانتباه. فتسائل عن كيفية إيجاد الاسم الجديد. فأجبته قائلاً إن أشعارك تطرأ عليها الغرابة، فهى غريبة وعجيبة، وعليك إيجاد اسماً هكذا، فرد قائلاً على كل حال جد لي اسماً. وبينما أقول كلمات أجنبي، غريب، عجيب، استوقفتنا كلمة غريب فعزم أورخان ولي على وضع هذه الكلمة اسماً للكتاب. وإن كلمة غريب لا تعنى فقط أنه عجيباً ومدهشاً فهى أيضاً تقترب إلى معنى البقاء في غربه، وأساساً أورخان ولي وأصدقائه في هذه الفترة قد خرجوا عن القاعدة قليلاً وكأنهم أصبحوا في غربه.

## رد الفعل
إن التجديدات العديدة التي قادها شعر كتاب سينج مزار في ديوان الغريب قد نالت مكاناً شعرياً هداماً ومثيراً للدهشة. ولهذا السبب فإن الكتاب قد حظى على اهتماماً بالغاً عقب نشره كما أنه قد نال انتقاداتٍ جيدةٍ وسيئة. ومثال ذلك أن يوسف ضيا أورطاطش وهو أحد رواد شعر الهجاء قد كتب عن شعر كتاب سينج مزار قائلاً: «ذهب الوزن، ذهبت القافية، ذهب المعنى وحتى رونق الشعر التركي أيضاً.» وا أسفاه على سليمان أفندي«لقد صفقوا للفضيحة... لقد تخضب أقزام الفن الذين تشتعل جهنم في صدورهم، وعلقوا الأجراس، ورأينا ألاعيبهم بالأجراس.... أعطوا الفن يداً بيد لدار المسنين ومستشفى المجاذيب. وأنشأوا سلطنة الفن (إمارة الفن) في عدة صحف للمجانين.... يا أيها الشباب التركي، سأستمر بالبصق على محيا أولئك الذين فقدوا الحياء». أما نورالله أطاطش وهو أحد مدعمي تيار الغريب قال أنه بفضل شعره «وا أسفاه على سليمان أفندي» استطاعت أشعاره أن تصل إلى المقاهي وعربات الترام وحتى العبارات.
وبسبب هذه الانتقادات والمدائح المفرطة إكتسب أورخان ولي شهرةٍ واسعةٍ في مدةٍ قصيره.